# Шахматная горячка
«Ша́хматная горя́чка» — советская кинокомедия, снятая режиссёрами Всеволодом Пудовкиным и Николаем Шпиковским в 1925 году. Пудовкин по окончании учёбы в экспериментальной кинолаборатории Льва Кулешова работал на кинофабрике «Межрабпом-Русь» режиссёром и актёром, восприняв многие идеи своего учителя, в том числе нашедшие отражение в «Шахматной горячке». Фильм стал дебютом Пудовкина в качестве режиссёра, а также его единственной комедией. Сценарий Шпиковского, к работе над которым был причастен и Пудовкин, постоянно переписывался, в него вносились изменения во время съёмок.
Участниками фильма стали зарубежные и советские шахматисты Первого московского международного шахматного турнира, проходившего в ноябре—декабре 1925 года. Заметная роль досталась знаменитому кубинскому гроссмейстеру чемпиону мира Хосе Раулю Капабланке. Впоследствии он с удовольствием вспоминал про московский турнир и роль в фильме.
Фильм вышел на экраны 21 декабря 1925 года и пользовался большим успехом у зрителей. Критика встретила его неоднозначно, отмечая, что это всего лишь незамысловатая комедия, на которой сказалось влияние школы Кулешова. Были высказаны и более сбалансированные точки зрения относительно его художественных особенностей. Несмотря на то что, как и в ряде других произведений тех лет, в нём высмеивается повальное увлечение шахматами, граничащее с болезненными проявлениями, шахматная общественность восприняла его одобрительно. Отмечалось уважительное отношение как к игрокам, болельщикам, так и их любимцам — звёздам турнира. Фильм способствовал росту популярности шахмат в СССР и появлению специфической моды.

## Сюжет
Действие фильма происходит в 1925 году в Москве, в дни международного шахматного турнира. Весь город «сотрясает» «шахматная лихорадка», что сказывается на общественной жизни и судьбах отдельных людей. Молодой человек (Владимир Фогель) настолько увлечён шахматами, что забывает, что у него назначено в ЗАГСе заключение брака со своей невестой (Анна Земцова). Её мать скептически относится к избраннику дочери и предостерегает её от шахматистов, их губительной страсти к игре. Несмотря на все увещевания, шахматист ведёт себя в прежней манере. Гротеск проявляется в поведении и во всём его внешнем облике: носки, галстук, кепка, носовой платок, шарф — всё в шахматную клетку. Вспомнив про невесту, он бежит в ЗАГС, но по пути не может забыть про шахматы, всё время отвлекаясь на свою любимую игру: попадает в магазин, где сыграл партию с продавцом, читает афишу про турнир и т. п.
Жених всё-таки попадает на бракосочетание, где его дожидается расстроенная невеста. Он пытается вымолить у неё прощения, но не удерживается и вновь вспоминает про шахматы. Это выводит героиню из себя: «Я любила только Вас. Вы любите только ШАХМАТЫ. Между нами всё кончено. Я о-т-р-а-в-л-ю-с-ь». После этой сцены молодой человек хочет утопиться, а его девушка выполнить свою угрозу. Однако жених понимает, что мир не ограничивается шахматами и идёт искать любимую, а она встречает чемпиона мира по шахматам — знаменитого Капабланку, который спасает влюблённую пару от, казалось бы, неминуемого разрыва. Познакомившись случайно с девушкой на улице, он отводит её на турнир, где она неожиданно для себя сильно увлекается шахматами. Её жених находит её там, и кроме любви в их жизни появляется ещё одна общая страсть — шахматы.

## Над фильмом работали
Актёрский состав:
| Владимир Фогель                                              | шахматист                    |
| Анна Земцова                                                 | Верочка, невеста шахматиста  |
| Сергей Комаров                                               | дедушка героини              |
| Наталья Глан                                                 | подруга Верочки              |
| Хосе Рауль Капабланка                                        | камео                        |
| Юлий Райзман                                                 | помощник аптекаря            |
| Михаил Жаров                                                 | маляр                        |
| Иван Коваль-Самборский                                       | милиционер                   |
| Анатолий Кторов                                              | оштрафованный гражданин      |
| Яков Протазанов                                              | аптекарь                     |
| Константин Эггерт                                            | владелец шахматного магазина |
| Фёдор Оцеп                                                   | эпизод                       |
| Захар Даревский                                              | эпизод                       |
| Орлов-Брошат                                                 | эпизод                       |
| участники 1-го московского международного шахматного турнира |                              |

Съёмочная группа:
| Роль               | Имя                                    |
| ------------------ | -------------------------------------- |
| Автор сценария     | Николай Шпиковский                     |
| Режиссёры          | Всеволод Пудовкин и Николай Шпиковский |
| Оператор           | Анатолий Головня                       |
| Помощник режиссёра | Борис Свешников                        |
| Производство       | Межрабпом-Русь                         |

## Технические данные
- Художественный фильм, чёрно-белый, немой.
- Продолжительность: 19 минут
- Метраж — 400 м
- Издание на DVD (США): Входит в DVD Three Complete Classics of the Soviet Avant-Garde («Chess Fever»). Издатель: Kino International Corporation, Нью-Йорк, США, 2003 (с английскими субтитрами).
- Английский перевод осуществлён Kino International Corporation, 1991 год.

## История создания

### Предыстория

Всеволод Пудовкин

С 1922 по 1925 год Всеволод Пудовкин занимался в экспериментальной кинолаборатории Льва Кулешова вместе с Борисом Барнетом, Владимиром Фогелем, Сергеем Комаровым и другими кинематографистами. В 1922 году он также познакомился со своей будущей женой — Анной Земцовой-Селивановой (1893—1966), которая поддерживала его режиссёрские амбиции. В 1924 году будущий классик советского кино исполнил роль авантюриста Жбана в комедии «Необычайные приключения мистера Веста в стране большевиков», где также снялись и другие члены «коллектива Кулешова». В 1925 году коллектив распался, и Пудовкин устроился на кинофабрику «Межрабпом-Русь» в качестве актёра и режиссёра. Этот переход стал возможен благодаря рекомендации его учителя. Он позже вспоминал о своей деятельности следующим образом: «Я писал сценарии, рисовал эскизы, строил декорации, играл маленькие и большие актёрские роли, выполнял административные поручения, ставил отдельные сцены и, наконец, монтировал». В этот период Пудовкин находился под влиянием идей и методов мастерской Кулешова, которым он следовал в фильме «Шахматная горячка», который стал его дебютом в качестве режиссёра. По словам киноведа Николая Иезуитова и биографа Пудовкина, в то время принципы школы Кулешова прочно «засели в его художественной памяти»: «В конце 1925 года он между делом поставил короткометражный фильм „Шахматная горячка“, который, содержа немногое от его новых творческих исканий, явился последней данью учителю». Комедия была поставлена Пудовкиным совместно с Николаем Шпиковским, ставшего также и её сценаристом. В критике отмечается, что переход Пудовкина к режиссуре знаменовал наступление для него нового этапа, продуктивного периода, причём начало этому было положено комедией.

### Создание
В качестве основы для комедии внимание журналиста Шпиковского привлёк нашумевший Первый московский международный шахматный турнир, проходивший с 10 ноября по 8 декабря 1925 года в «Фонтанном зале» 2-го Дома Советов (ныне — гостиница «Метрополь»). Это шахматное событие освещалось в советской и зарубежной прессе, вызвав широкую заинтересованность в СССР. «„Выдающийся турнир“, „исторический“, „небывалый“ — вот лестные эпитеты, которыми от многих награждён Международный Шахматный Турнир в столице Советов», — писал советский шахматист Николай Григорьев в брошюре, посвящённой этим соревнованиям, вышедшей сразу после их окончания. Историки шахмат Владимир и Исаак Линдеры писали, что весёлая кинокомедия Пудовкина была поставлена на фоне турнира и всеобщей страсти к шахматам: «Тогда всюду — в трамвае, магазине, на улице без конца можно было слышать разговоры о турнире. Народ толпился у огромных турнирных таблиц, выставленных в центре города. Появились „шахматные“ папиросы, мыло, женщины стали носить шахматные ткани, мужчины — носки в шахматную клетку, шахматные запонки и галстуки „а-ля Капабланка“…» В 1920-е годы в СССР проводилась целенаправленная работа по популяризации шахмат среди широких масс населения. При этом указывалось на негативные явления, которые приводили к чрезмерному увлечению игрой. Так, например, известно, что многие студенты из-за своей страсти к игре забывали обо всём на свете, что приводило к академической неуспеваемости.
Советский киновед Ростислав Юренев, в своих работах посвящённых советской кинокомедии и кино 1920-х годов писал, что обращение Шпиковского к этому жанру не было его первым опытом в этой области. Он указывал на то, что сценарист «Шахматной горячки» до этого написал примечательную статью «Фильма-смеха-возбудитель», опубликованную 24 июня 1924 года в «Киногазете». Это была «…едва ли не первая теоретическая статья о кинокомедии в советской прессе», — подчёркивал Юренев. В статье также критиковалось «идеологическое начало» в комичной (трюковой) картине (под которой, видимо, следует понимать «Необычайные приключения мистера Веста в стране большевиков»), высказывалось сожаление, что сатира также не всегда смешна, и обосновывалась необходимость использования всех доступных видов комедии. По словам Юренева, шахматная «эпидемия», вызванная международным турниром, побудила «молодого журналиста» использовать именно эту тематику в качестве своей первой режиссёрской работы. Этим спортивным ажиотажем решили воспользоваться на киностудии «Межрабпом-Русь», где поручили работу над историей на шахматную тематику двум молодым кинематографистам — Шпиковскому и Пудовкину. Причём с учётом таланта последнего, про что уже было известно на тот момент в кинематографических кругах, этот проект с точки зрения руководства должен был увенчаться успехом. К работе над фильмом сорежиссёры приступили в ноябре 1925 года. Несмотря на то, что в титрах фильма в качестве сценариста был указан только Шпиковский, по его свидетельству, непосредственное отношение к его созданию имел также Пудовкин. Сценарий неоднократно перерабатывался, в него вносились изменения непосредственно во время съёмок.
Оператором фильма был назначен Анатолий Головня, с которым Пудовкин познакомился на съёмках картины «Луч смерти» (1925), поставленной по сценарию последнего. В ней он также выступил вместе с Кулешовым в качестве сорежиссёра. С мая 1925 года Пудовкин с Головнёй работали на кинофабрике «Межрабпом-Русь» над научно-популярным фильмом «Механика головного мозга». В перерыве между съёмками, следуя пожеланиям руководства кинофабрике, они были привлечены к созданию «Шахматной горячки». Впоследствии между ними сложились партнёрские отношения, и они проработали вместе на протяжении практически всей творческой карьеры режиссёра. По мнению Юренева, для Пудовкина постановка документальной ленты была своеобразным экзаменом, где он должен был подтвердить своё право на самостоятельную работу в качестве режиссёра. В связи с тем, что руководство студии было заинтересовано в дальнейшем сотрудничестве, в тот период, когда ему выбирали материал, он между делом, чтобы не тратить зря время, совместно со Шпиковским за несколько дней снял комедийную короткометражку на шахматную тематику. После её успеха он закончил «этапный» научно-популярный фильм «Механика головного мозга» и стал пользоваться заслуженным авторитетом на студии.

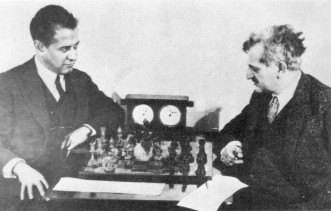
Звёзды московского турнира — Х. Р. Капабланка (слева) — Эмануил Ласкер. Первый тур, 1925

Эксцентрическая комедия была поставлена на кинофабрике «Межрабпом-Русь», где Пудовкин выпустил свои последующие прославленные фильмы — «Мать» (1926) и «Конец Санкт-Петербурга» (1927). Роль Пудовкина не ограничивалась только режиссурой, так как он участвовал также в создании сценария, выполнял функции декоратора, сыграл эпизодическую роль. При этом совмещая эти обязанности, по словам Юренева, делал «всё горячо, талантливо, изобретательно, быстро и весело». Большую часть комедии Пудовкин отснял на натуре, избегая излишнего применения декораций. В частности, большое внимание было уделено московскому турниру, уличным съёмкам у гостиницы «Метрополь», где в то время толпились любители шахмат. Режиссёрские и операторские решения построены на повальном увлечении москвичей шахматами, они насыщены всевозможными отсылками, аллюзиями к игре, которыми переполнен фильм. Про одну из таких находок — сцену в аптеке с участием Якова Протазанова — позже рассказывал Шпиковский. Режиссёра уговорили сняться в эпизоде авторы фильма, для чего был сооружён специальный прилавок: «Смысл сцены заключался в том, что отчаявшаяся героиня (её жених, вместо того чтобы прийти в загс, отправился на турнир) пошла в аптеку за ядом. Но и тут воздавали должное шахматам. Аптекарь (его-то и играл Протазанов), сидевший за шахматной доской со своим помощником (ассистент Протазанова Юлий Райзман) вместо яда завернул ей ферзя…»

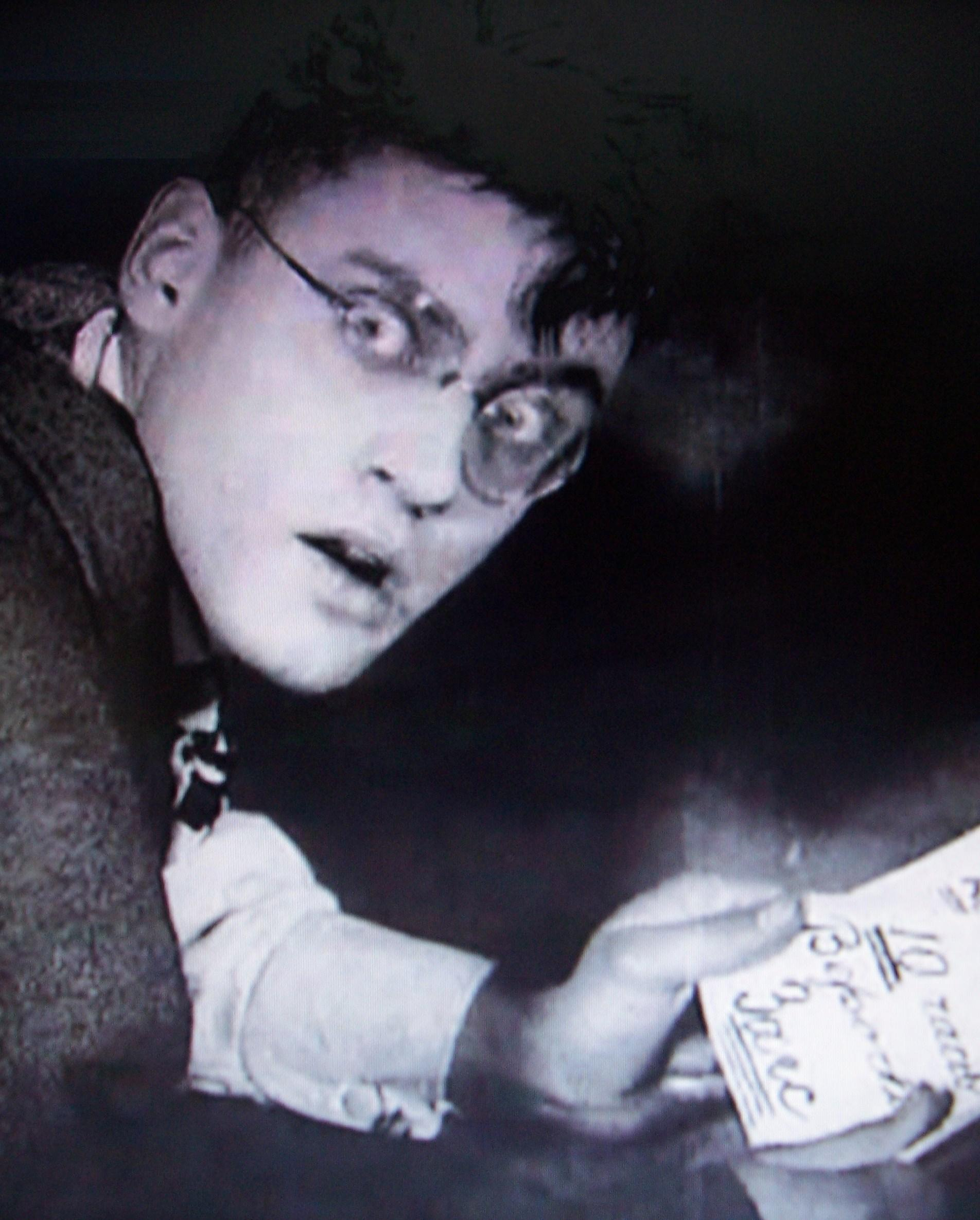
Герой в исполнении Владимира Фогеля из-за шахмат забывал обо всём на свете — даже о собственном бракосочетании

В главной роли страстного игрока в шахматы снялся Владимир Фогель, замечательный комедийный актёр, который по общему мнению мог достичь больших успехов в этом жанре. Однако в 1929 году в возрасте 27 лет он покончил жизнь самоубийством. Как и Пудовкин, Фогель в 1920 году начинал у Кулешова, у которого и сыграл свою первую — ещё эпизодическую роль — в фильме «Необычайные приключения мистера Веста в стране большевиков» (1924). Во второй половине 1920-х годов он стал одним из ведущих советских комедийных актёров. Отмечая незаурядное исполнительское дарование Фогеля, особенно в ролях эксцентрического амплуа, его коллега по фильму Михаил Жаров писал, что по своим данным тот был способен стать «ведущим комиком мирового экрана». Его исполнение Жаров охарактеризовал следующим образом: «Худой, с прекрасно тренированной фигурой, мрачный, в очках, он был представителем милой человеческой разновидности интеллигентов, которые на земном шаре, занимая исполнительские посты и службы, не имеют никакого решающего значения для судьбы человека».
Фильм был снят в сжатые сроки — за две недели. Картина была построена на соединении документальных кадров отснятых во время турнира и игровых сцен, поставленных в комедийном духе. Записи игроков за досками были осуществлены во время турнира, некоторые постановочные сцены вводились в реальную обстановку. В качестве участников были задействованы многие известные зарубежные и советские шахматисты того времени — Карлос Торре, Рудольф Шпильман, Фрэнк Джеймс Маршалл, Рихард Рети, Эрнст Грюнфельд, Фредерик Ейтс, Александр Ильин-Женевский, Фёдор Дуз-Хотимирский. Самая значительная роль досталась кубинскому шахматисту Хосе Раулю Капабланке — одному из сильнейших игроков в 1910—1930-х годах, действующему чемпиону мира. Как и положено главной звезде, он появляется с первых кадров; в титрах он обозначен как «чемпион мира», а его коллеги-шахматисты — «маэстро». Считается, что это первый художественный фильм великого кубинца. Создатели удачно использовали в сюжете его славу покорителя женских сердец: ему удаётся примирить двух влюблённых и очарованная знаменитостью — «кумиром московских женщин» — героиня из врага шахмат становится их поклонницей. По мнению шахматиста Фёдора Богатырчука, одного из участников соревнований 1925 года, Капабланка с удовольствием вспоминал московский турнир и свою роль в советской комедии: «Капабланка был влюблён в свою молодость и силу. Когда спустя десять лет этот фильм снова показывали участникам Второго Московского международного турнира, я услышал неподалёку от себя всхлипывания — это плакал Капабланка о своей молодости, с каждым днём уходящей в вечность. Он не был философом и не мог примириться с неизбежным: „Каждый должен пройти через эту дверь“».
В «Шахматной горячке» также снялись такие видные режиссёры и деятели кино как Юлий Райзман, Яков Протазанов, Борис Барнет, Фёдор Оцеп, Михаил Жаров. Протазанова пригласил Пудовкин, памятуя про давнее увлечение коллеги — шахматы. Кроме того, этой игрой увлекались и другие московские кинематографисты, часто партии разыгрывались в перерывах между съёмками на киностудии. В роли партнёрши Фогеля снялась Анна Земцова. Она также сыграла роль курсистки-революционерки Анны в знаменитом фильме своего мужа — «Мать» (1926), на создание которого настойчиво его подталкивала, а через несколько лет перестала играть. После выхода «Шахматной горячки» Шпиковский в качестве режиссёра снял ещё несколько фильмов (не только комедийных, но и в жанре драмы), а позже стал работать в кино в качестве сценариста.

### Набоков и «Шахматная горячка»

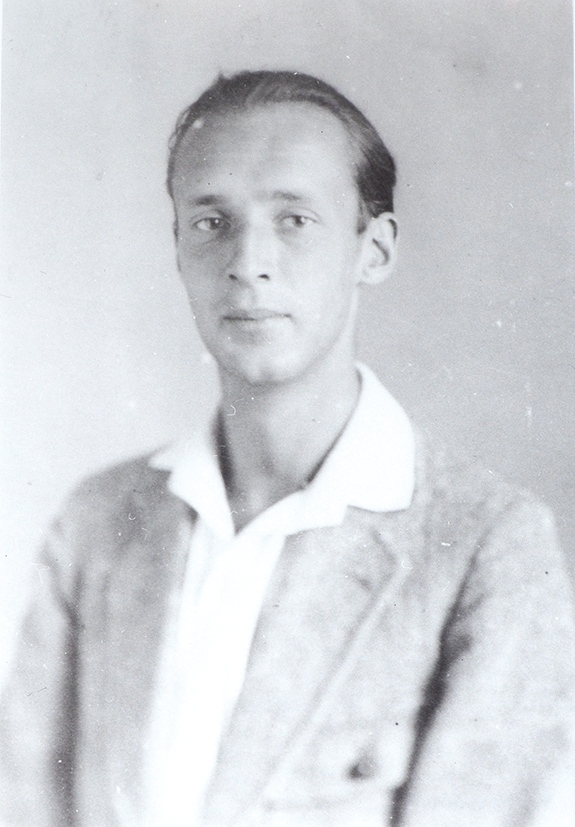
Набоков в 1920-е годы

Согласно исследованию немецкого киноведа Керстена Шумахера, большинство сцен картины было отснято в переоборудованном амбаре, расположенном в одном из пригородов Берлина. Выбор в качестве места съёмок немецких павильонов объясняется экономией средств, так как там было значительно дешевле снимать, чем в Москве. По его мнению, в 1924 году в Берлине по инициативе начинающего кинорежиссёра Пудовкина была создана совместная немецко-советская кинокомпания «Деруфа» (Derufa — Deutsch-russische Film-Allianz). Одной из первых кинопродукций объединения стал короткометражный комедийный фильм «Шахматная горячка». Согласно биографическому исследованию Чарльза Кинбота (Charles Kinbote) «Silvery light», в одной из сцен фильма на несколько секунд появляется писатель Владимир Набоков, вынужденный по финансовым соображениям в 1920-е годы сниматься в качестве статиста в Берлине. Как известно, писатель был очень увлечён шахматами, которые неоднократно появляются на страницах многих его книг. Он находил некоторую общность между литературой и шахматными композициями, которые любил составлять (см. Poems and Problems). Однако другими исследователями данная версия отвергается, по причине того, что «Шахматная горячка» поставлена на московской студии «Межрабпом-Русь» в 1925 году, а русско-немецкая компания «Деруфа» была основана позднее — в 1927 году.

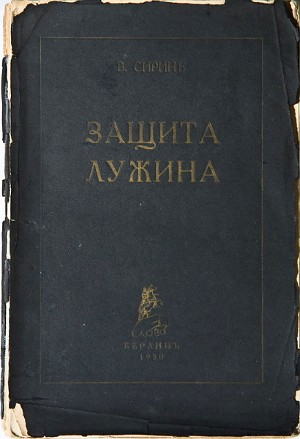
Обложка первого издания романа Владимира Набокова «Защита Лужина». Берлин, 1930

Киновед Анна Изакар придерживалась мнения, что в фильме действительно снялся Набоков. Кроме того, впечатления от этого опыта послужили основой русскоязычного романа писателя на шахматную тематику — «Защита Лужина», заглавный герой которой страстно увлечён шахматами (1929). Неоднократно обсуждался вопрос о предполагаемом влиянии советской картины на это произведение прозаика. Ольга Сконечная, в качестве одного из авторов примечаний к пятитомному изданию произведений русского периода Набокова, приводит мнение американского слависта Дональда Бартона Джонсона о том, что в «Защите Лужина» имеется отсылка к одному из основных сюжетных решений фильма Пудовкина «Шахматная горячка». Имеется в виду эпизод, когда Лужин с любовью извлекает из своего кармана маленькую складную шахматную доску, что характерно и для советской кинокомедии, где многие персонажи из самых различных мест достают всевозможные шахматы. Кроме того, по наблюдению комментаторов, присутствуют и другие аллюзии, восходящие к работе Пудовкина: «…стремление главного героя избавиться от шахмат, доказать жене, что он свободен от их власти, и др.» Российские филологи Юлия Матвеева и Елена Шамакова проанализировали роман и фильм, в результате они нашли значительное количество других перекличек между ними, аллюзий. В своём исследовании они пришли к выводу, что писатель «добывал» идеи и сюжеты для «своих не автобиографических (то есть собственно беллетристических, „выдуманных“) произведений в каких-то других источниках». При этом в их число попадали «произведения массовой культуры, книги из области детского и подросткового чтения, тексты, далёкие от элитарного статуса». Однако, эти первоначальные идеи настолько творчески перерабатывались писателем, что можно говорить о их принципиальной «неузнаваемости», а эти внешние влияния давали начало «сложной поэтике и сложным художественным идеям».

## Приём и критика
Фильм вышел на экраны 21 декабря 1925 года. Он рекламировался как «сенсационная комедия» с «участием чемпиона мира» Капабланки, что было представлено на рекламном плакате, выполненном Израилем Боградом — одним из ведущих художников-плакатистов «Межрабпом-Русь» и «Межрабпомфильм». На одном из объявлений в прессе фильм рекламировался таким образом: «Блестящая комедия при участии всех мировых шахматистов, участвовавших в последнем Московском турнире». 8 декабря 1925 года в традиционной рубрике «Картины, которые нам готовят» в еженедельнике «Кино» указывалось на то, что в «Шахматной горячке» можно будет увидеть московский турнир и всех «маэстро». Она также анонсировалась как первый опыт «Межрабпом-Русь» в создании короткометражной «комедии с положениями» в духе знаменитого американского комика Гарольда Ллойда. Рецензент издания «Рабочий и театр» в январе 1926 года отмечал, что «Шахматная горячка» — это «весёлая, „семейная“ кино-шутка», которую несколько портит тёмное изображение и некоторые затянутые сцены, что препятствует удовольствию от просмотра.
Фильм можно было увидеть в музыкальном сопровождении, как распространённого в то время тапёра, так и симфонического оркестра. Он пользовался большим успехом у зрителей, способствовал росту популярности шахмат в СССР и даже появлению специфической моды в одежде. По словам советского и российского шахматиста и шахматного автора Евгения Гика, в то время многие элементы одежды стали украшаться в шахматном стиле, а аксессуары выбирались «под Капабланку»: «Мужчины носили клетчатые кепи, женщины в модной одежде были похожи на шахматные доски. Все обвязывали шею шахматными шарфами, покупали шахматные майки, трусы, носки. Всё, что можно было надеть на себя, модники разбивали на чёрные и белые квадраты». Писатель Варлам Шаламов, известный своей страстью к шахматам, писал в 1935 году в статье «64 поля» для ежедневника «Вечерняя Москва», что московские международные соревнования 1925 года вызвали небывалый ажиотаж к игре: «Просмотрите комедию „Шахматная горячка“, сделанную во время турнира, и право же там нет особых преувеличений».
В то же время, несмотря на сатирический подход и высмеивание отдельных аспектов спортивной лихорадки, комедия не переходит грани, что отмечала шахматная общественность: «Фильм получился остроумным, весёлым, задорным, проникнутым при всей юмористической окраске искренней любовью к шахматам, симпатией к любителям шахмат, глубоким уважением к их корифеям». Некоторые авторы называют его первым фильмом на шахматную тематику, отмечая, что эпизодически шахматы попадали в кино ещё с начала XX века. Критик Виктор Перцов в статье «Смех сквозь смех», опубликованной 12 января 1926 года в газете «Кино», назвал комедию в ряду тех фильмов, которые вызывают «смех в чистом виде»: «Она принципиально поверхностна, социально и психологически абстрактна, не стремится дать какое бы то ни было объяснение „горячке“, она принимает её как факт. Эта фильма даёт ничем не осложнённый „смех сквозь смех“». Несмотря на то, что некоторые положения и трюки перекочевали из других комедийных картин, но авторов выручает «бесконечность и беспрерывность» трюков: «Фильма их даёт почти столько же, сколько Форд автомобилей: в минуту — 8 штук». В тот же день в журнале «Новый зритель» появилась заметка, где к фильму отнеслись более сурово, но также и остановились на его удачах: «Фильма не блещет никакими особыми достоинствами. Идеологическое её значение, конечно, более, чем слабо, как шахматная пропаганда, она достаточно наивна. Тем не менее сделанная честно, чисто и остроумно, она злободневна, вызывает смех и легко смотрится. Из исполнителей запоминается Фогель, интересный и культурный актёр. Участие в картине шахматистов осталось только обещанием рекламы. Тем более приятны восхитительные улыбки маэстро в финале картины». В 1927 году рецензент издания «Рабочий и театр» сожалел, что к тому времени в РСФСР было выпущено всего несколько крупных кинокомедий, причём «Шахматную горячку» он назвал единственной короткометражной работой в этом жанре. Многие критики отмечали удачно подобранный ансамбль исполнителей, составивших на съёмочной площадке дружеский коллектив и представивших на экране весёлую комедию с точными, реалистичными деталями. Прежде всего подчёркивалось удачное попадание в образ актёра Фогеля, перевоплотившегося в чрезмерно увлечённого шахматиста, который из-за своей одержимости «чуть было не променял невесту на королеву из дерева».
Картина содержала много весёлых трюков, проделываемых актёрами с большой лёгкостью. Фогель, бегающий кругом шахматного столика, а за ним — котята, приключения героя на улице, его встреча с невестой, его раздумье на набережной Москва-реки — всё это было показано виртуозно в отношении техники, но с угловатой прямолинейностью в движениях, походке, беге, напоминая чем-то «Мистера Веста»  и «Луч смерти».
Киновед Ипполит Соколов в статье «Причины последних неудач» вступил в полемику с Перцовым по поводу успешности первых работ советских режиссёров-классиков (Эйзенштейн, Пудовкин, Роом). Перцов в статье «Первая фильма» указывал, что их «смелые» работы следует приветствовать. Однако Соколов, обеспокоенный кризисом советского кино во второй половине 1920-х годов, критиковал такой подход: «Режиссёры предпочитают не вспоминать о своих первых фильмах — хвалиться нечем. Но многие уже начинают повторять слова В. Перцова и т. д. — снежный ком растёт». Позже Ростислав Юренев отмечал как характерный факт то, что многие крупные советские кинорежиссёры начинали своей творческий путь именно с работ в комедийном жанре (Эйзенштейн, Довженко, Роом, Эрмлер, Козинцев, Трауберг, Рошаль и другие). Также, по его словам, после дебютов в комедии Эйзенштейна, Пудовкина, Довженко они к ней больше не обращались, а другие указанные «корифеи» советского кино со временем утратили к ней интерес. Что касается собственно «Шахматной горячки» Всеволода Илларионовича то, по наблюдению Юренева, — это «простодушная шутка о повальном увлечении шахматами». В одном из разделов первого тома издания «Очерки истории советского кино» Юренев указывал на успех постановки и охарактеризовал её таким образом: «Непритязательный юмор, хороший вкус, искренняя весёлость были оценены зрителем». В связи с положительным приёмом Пудовкин продолжил сотрудничество с кинокомпанией, где ему были доверены более значительные работы: «Механика головного мозга» и «Мать». В статье 1959 года, памятуя опыт создания «Шахматной горячки», киновед призывал руководителей киностудий доверять молодым кинематографистам, а им, в свою очередь, обратить внимание на популярные жанры, в частности, на комедийные фильмы. В другой своей работе, посвящённой творческому пути Кулешова, Юренев отозвался о фильме как об «очаровательной комедии». Французский историк кино Жорж Садуль в своём классическом труде «Всеобщая история кино» упоминает «Шахматную горячку» и «Механику головного мозга» при описании того творческого периода Пудовкина, когда, несмотря на полученный значительный кинематографический опыт, он всё ещё не решался на самостоятельную постановку полнометражного фильма. Лишь закончив эти работы он приступил к созданию своего шедевра — одноимённой экранизации романа «Мать» Максима Горького. Виктор Шкловский в статье, рассматривающей возникновение советского кино, писал в 1963 году, что на фоне других работ Пудовкина «Шахматная горячка» в целом представляет собой «незначительную» комедию. Видимо с такой точкой зрения был согласен и сам мастер, не упомянувший её в автобиографической статье «Как я стал режиссёром» (1951). В ней он начал своей рассказ о режиссёрском творчестве с документального фильма «Механика головного мозга». Именно о нём он выразился как о работе, где «возможности кинематографа для меня только начинают открываться».
Николай Иезуитов — первый биограф Пудовкина — охарактеризовал «Шахматную горячку» как остроумно поставленную трагикомедию, действие в которой происходит «легко и весело». Он отмечает целый ряд сцен и шуток, разворачиваемых на фоне шахматного «психоза». По словам киноведа, непритязательный фильм ничего нового в кино не открыл и ни на что не претендовал, а был «лишь шуткой мастера в минуту отдыха». Однако это работа Пудовкина явилась значительным этапом в его творческой эволюции, став своеобразным последним «прости» школе Кулешова: «Систему, над которой Пудовкин работал серьёзно в „Мистере Весте“ и „Луче смерти“, он приспособил к комедии: так было легче от неё освободиться». Авторы издания «История советского кино. 1917—1967» также подчёркивали преемственность комедии Пудовкина с работами Кулешова «Мистер Вест», «Луч смерти», а принцип монтажа хроникальных и игровых кадров, использовавшийся в «Горячке» был последним уже ранее применён в фильме «На красном фронте» (1920). Они также отмечали непритязательность картины, её быстрый ритм, динамику, а также условность актёрских работ. Писатель Михаил Арлазоров назвал комедию весёлым, жизнерадостным «кинофельетоном», а Александр Караганов «киношуткой» и «смешной безделушкой», построенной как «блистательный каскад трюков и эксцентрических происшествий». Он также подчёркивал заметное влияние принципов и стиля мастерской Кулешова. О незамысловатом характере этой «киношутки» неоднократно указывалось в литературе. И даже высказывалось мнение, что фильм представляет интерес чуть ли только не за то, что он привёл к многолетнему браку между Пудовкиным и актрисой Земцовой, исполнившей роль невесты главного героя.
В 1960 году комедия была показана в ходе международной выставки «С шахматами через века и страны», которая была проведена во время проведения Всемирной шахматной олимпиады в Лейпциге. В 1967 году редакция журнала «Искусство» — в ознаменование пятидесятилетия Великой октябрьской революции — опубликовала серию статей «Год за годом. 1917—1967», где были представлены важные для советского кино фильмы. В их число была включена и «Шахматная горячка»; в коротком комментарии особо отмечался тот факт, что это была первая работа Пудовкина в качестве режиссёра-постановщика. В том же году в ГДР при участии американского киноведа, историка советского кино Джея Лейды прошла ретроспектива Кулешова, куда в качестве «живого свидетельства» были включены работы его учеников: «Шахматная горячка» Пудовкина и «Девушка с коробкой» Барнета. По свидетельству Лейды, эти комедии «были встречены смехом, прозвучавшим как ещё одно выражение признательности» Кулешову. Ричард Броди (Richard Brody), обозреватель американского еженедельника The New Yorker писал, что раннее советское кино наиболее известно своими политическими драмами, но оно не исчерпывается только ими. Так, в этот период было выпущено несколько «блестящих» и «новаторских» немых комедий, среди которых можно назвать «Шахматную лихорадку», в которой было представлено несколько «захватывающих» и «эксцентричных» сцен, связанных с повальным увлечением москвичей шахматами.

## Художественные особенности
Галина Рябова отмечала отсутствие в фильме идеологии и классового подхода, «ставшего впоследствии характерной чертой советского искусства». Это нашло отражение в том, что «приметами времени» выступают лишь фигуры представителей милиции. В области стилистики фильм является образцом, иллюстрирующим характерные для творческого союза Пудовкина и Головни особенности. Советский искусствовед Алексей Фёдоров-Давыдов выделил их стремление прежде всего добиться необходимого впечатления, что достигалось посредством использования возможностей, предоставляемых композицией объёмов, их расположением в кадре. Это происходило за счёт некоторого подчинённого использования световых, оптико-технических возможностей кинематографа. Однако это не означало отказа от использования подобных эффектов: «Но, так или иначе, освещая объём, давая блики и глубокие тени, применяя рассеянный свет и так далее, они компонуют, исходя всё же из принципов композиции, а не из принципов, то есть тональной композиции». Фёдоров-Давыдов усматривал в подобных «гладких фонах, в вещественном лаконизме мизансцен» их первой совместной работы влияние театральной эстетики. «То, что было сделано в этом направлении далее кинематографом, сводилось к предельному сужению пространства „сцены“ до необходимого для движения актёра или группы актёров пространственного минимума», — подытоживал он.

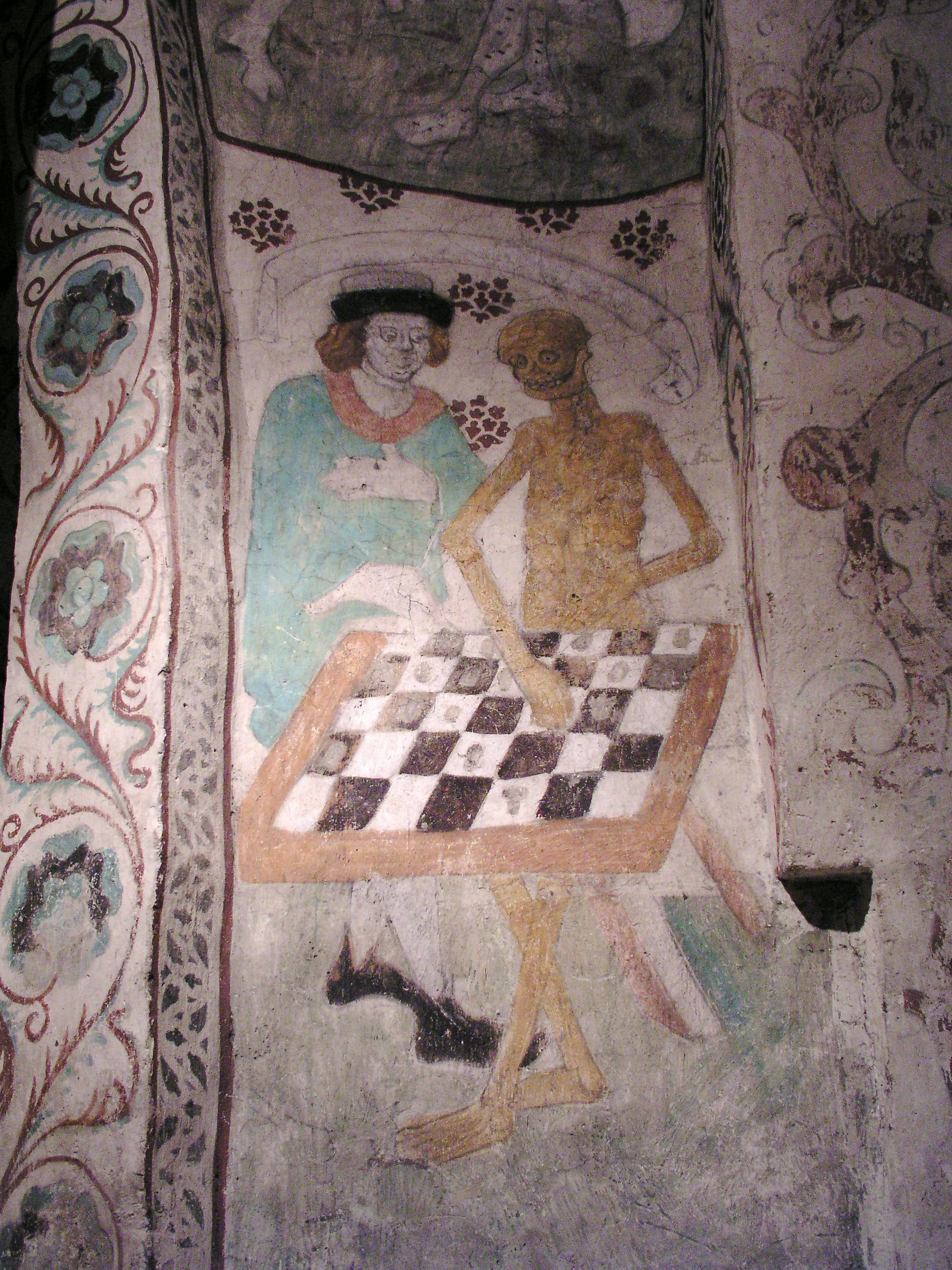
Фреска Альбертуса Пиктора «Смерть, играющая в шахматы». Церковь Тебю, 1480

Российский филолог Илья Франк усматривал в нескольких сценах фильма подтверждение своей концепции о «двойнике-антиподе» главного героя в различных произведениях искусства. Встреча с ним часто носит судьбоносный характер, а сами шахматы приобретают инфернальный характер, имеющей связь с образом Смерти. В частности, такое толкование можно увидеть в фильме-притче Ингмара Бергмана «Седьмая печать», восходящей, как считается, к фреске Альбертуса Пиктора «Смерть, играющая в шахматы». Там имеется эпизод, в котором рыцарь предлагает Смерти сыграть с ним партию в шахматы. Эта связь в советской ленте прослеживается, когда герой в исполнении Фогеля спешит в ЗАГС на свою свадьбу, спотыкается на стройке, падает и в довершение ко всему на него сыплется сверху известь. Однако, по оценке Франка, это не просто бытовой эпизод, поставленный ради комедийной эксцентрики. Так, близкая по символике сцена присутствует в картине Акиры Куросавы «Идиот», являющейся экранизацией последнего романа Фёдора Достоевского. В работе японского кинорежиссёра — Киндзи Камэду (князь Мышкин) — идёт по дороге и проезжающая мимо машина обсыпает его снегом. Позже Дэнкити Акама (Парфён Рогожин) предупреждает его о том, чтобы он не споткнулся. Таким образом, по наблюдению филолога, в советском и японском фильме нашли отражение близкие по метафоричности сцены: «Как падение, так и обрызгивание (окрашивание, перепачкивание, заваливание) чем-либо белым или чёрным (известью, грязью, сажей и т. п.) нередко случается с героем при встрече с двойником- антиподом (и белый, и чёрный цвет означают при этом то, что герой, уходя в царство смерти, становится невидимым)». Другой значимой сценой в этом отношении в фильме Пудовкина является появление героя в шахматном магазине, что происходит после его падения. Там он оказался по причине того, что какая-то «невидимая сила», против воли затянула его туда, где он предстал перед продавцом, которому придан образ черта. Нехотя он начинает играть, причём у его противника фигуры разумеется чёрные. «Двойнические» мотивы подчёркивает и то, что атрибутом главного героя являются очки: «парный предмет, в „готических“ сюжетах нередко предвещающий появление двойника». Этот потусторонний сюжет сменяется христианским: невеста, отчаявшаяся дождаться своего жениха, который задержался в магазине, покидает комнату и натыкается на няньку, сидящую и наблюдающую за игрой в шахматы двух маленьких детей на полу. По мнению Франка, этот кадр заставляет вспомнить картины с изображением Мадонны с младенцем Иисусом и Иоанном Крестителем, повторяя схему героя с его двойником-антиподом. Кроме того, поза няни напоминает древние статуэтки и фигурки Богини-матери.
Московский турнир нашёл отражение и в литературе, где также трактовался иронически, а настольная игра представлена как болезнь, что во многом было вызвано повальным увлечением, вызванным к жизни соревнованиями. В повести «Гибель шахмат» Александра Абрамова и фельетоне «Шахматная малярия» Валентина Катаева, уже в самих названиях отразились эти «болезненные» черты. «В атмосфере прагматичного, далёкого от романтики НЭПа подобное бегство от действительности диагностируется как болезнь», — заметили по этому поводу российские исследователи Александр Куляпин и Ольга Скубач. В этом отношении они обращают внимание на сцену в аптеке из фильма, где «шахматы символически уравниваются ещё и с отравой».

### Комментарии
1. ↑  В качестве первого опыта работы Пудовкина в кино в качестве режиссёра называют агитационный фильм «Голод... Голод... Голод...» (1921), где он лично снял одну из частей[10].
2. ↑  Один из вариантов литературного сценария был опубликован в трёхтомном собрании сочинений Пудовкина и удостоверен Шпиковским[18].
3. ↑  В 1928 году «Межрабпом-Русь» была преобразована в «Межрабпомфильм», а в 1936 году реорганизована в киностудию «Союздетфильм». В 1948 году переименована в киностудию имени М. Горького[23].